# John Mills
Sir John Mills, CBE (nascut Lewis Ernest Watts Mills, 22 de febrer de 1908 - 23 d'abril de 2005) va ser un actor anglès que ha aparegut en més de 120 pel·lícules al llarg de la seva carrera.

## Primers anys
John Mills va néixer a Norfolk, fill d'Edith Mills (née Baker), empleada de taquilla del teatre i Lewis Mills, professor de matemàtiques. Mills va néixer a la Watts Naval School, on el seu pare era mestre. Va passar els seus primers anys al poble de Belton, on el seu pare era el director de l'escola del poble. Va actuar per primer cop en un concert al vestíbul de l'escola quan tenia sis anys.
Va viure en una casa modesta a Gainsborough Road, Felixstowe fins 1929. La seva germana gran era Annette Mills, recordada com a presentadora del programa de la BBC Muffin the Mule (1946–55).
Va estudiar a Balham Grammar School de Londres, Sir John Leman High School a Beccles, Suffolk i a Norwich High School for Boys, on es diu que les seves inicials encara es poden veure tallades a la maçoneria del costat de l'edifici al carrer Upper St Giles. Al sortir de l'escola va treballar com a secretari en un comerç de blat de moro a Ipswich abans de trobar feina a Londres com a viatger comercial per a la Sanitas Disinfectant Company.
El setembre del 1939, al començament de la Segona Guerra Mundial, Mills es va allistar a l'Exèrcit Britànic, unint-se als Royal Engineers. Més tard fou ascendit a segon tinent, però el 1942 va rebre la llicència mèdica a causa d'una úlcera d'estómac.

## Carrera
Mills va mostrar aviat interès per actuar, i va fer el seu debut professional a l'Hipòdrom de Londres a The Five O'Clock Girl el 1929. Va seguir-ho amb un acte de cabaret.
Després va obtenir treball amb una companyia teatral que va recórrer Índia, Xina i Extrem Orient fent diverses obres de teatre. Noël Coward el va veure aparèixer a una producció de Journey's End a Singapur i va escriure una carta de presentació a Mills per a usar-la a Londres. Al tornar Mills va protagonitzar The 1931 Revue, Cavalcade de Coward (1931) i la revista de Noël Coward Words and Music (1932).
Va debutar al cinema amb The Midshipmaid (1932). També va aparèixer a The Ghost Camera (1933) amb Ida Lupino i Britannia of Billingsgate (1934). Va actuar en papers principals a la comèdia A Political Party (1934) i en les sèries de quota quickies The River Wolves (1934); Those Were the Days (1934), the first film of Will Hay; The Lash (1934); Blind Justice (1934); Doctor's Orders (1934); i Car of Dreams (1935). Va fer Jill Darling (1934) als escenaris i va ser un dels nombrosos noms de la Royal Cavalcade (1935).
Mills va assolir el paper d'estrella a la pel·lícula Brown on Resolution (1935) i al es quota quickies Charing Cross Road (1935) i The First Offence (1936). Va fer una excel·lent actuació com Lord Guildford Dudley a Tudor Rose (1936). Va fer als escenaris Aren't Men Beasts? (1936) i treballà per Raoul Walsh a O.H.M.S. (1937). Després actuà a The Green Cockatoo (1937) dirigida per William Cameron Menzies. Va fer el paper de Colley en la popularíssima versió del 1939 de Goodbye, Mr Chips, amb Robert Donat.
Va actuar a l'Old Vic fent A Midsummer Night's Dream (1939), She Stoops to Conquer (1939) i Of Mice and Men (1939–40). Es va incorporar a l'exèrcit el 1939, però ocasionalment li donaven permís per fer pel·lícules. Va tornar al cinema amb Old Bill and Son (1940) i Cottage to Let (1941), una pel·lícula bèl·lica d'Anthony Asquith. Mills va interpretar Will Hay a The Black Sheep of Whitehall (1942) i va formar part del repartiment de la pel·lícula bèl·lica, The Big Blockade (1942).
Va fer als escenaris Men in Shadow (1942), escrit per la seva dona. Va obtenir un gran èxit per la seva interpretació com a mariner a l'èxit de Noël Coward In Which We Serve (1942). Mills va tenir un altre paper important a The Young Mr. Pitt (1942) interpretant William Wilberforce antagonista de Robert Donat. Fou llicenciat de l'exèrcit el 1942.
L'arribada de Mills a l'estrellat va començar quan va tenir el paper principal a We Dive at Dawn (1943), pel·lícula sobre submarins d'Asquith. Va obtenir el millor paper a This Happy Breed (1944), dirigida per David Lean i adaptada de l'obra de Noël Coward.
També va ser popular Waterloo Road (1945), de Sidney Gilliat, en la que Mills va interpretar a un home que ingressa als AWOL per recuperar la seva dona d'un dodger (interpretat per Stewart Granger). Mills va interpretar un pilot a The Way to the Stars (1945), dirigida per Asquith amb un guió de Terence Rattigan, i que fou un gran èxit al Regne Unit. Va fer als escenaris Duet for Two Hands (1945).
Mills va tenir el seu major èxit fins aleshores com Pip a Great Expectations (1946), dirigida per David Lean. Va ser el tercer èxit més gran a la taquilla britànica aquell any i Mills va ser votat com la sisena estrella més popular. Menys èxit crític i financer va tenir So Well Remembered (1947) que va utilitzar escriptors i directors americans. The October Man (1947) va ser un thriller poc popular de Roy Ward Baker.
Mills va interpretar al protagonista de Scott of the Antarctic (1948), un biopic del capità Scott. Va ser la quarta pel·lícula més vista de l'any a Gran Bretanya i Mills va ser la vuitena estrella més gran.
Mills va fer de productor a The History of Mr Polly (1949) sobre una novel·la de H. G. Wells. Fou dirigida per Anthony Pelissier i Mills va dir que era la seva pel·lícula favorita. Pelisse també va dirigir The Rocking Horse Winner (1949) també produïda per Mills, i en la que va fer un petit paper. A la taquilla li va agradar més el drama submarí Morning Departure (1950), dirigit per Baker. En aquesta etapa, el seu caixet era de 20.000 £ per pel·lícula.
Després de Morning Departure Mills va fer una aturada de gairebé dos anys. Les pel·lícules que va fer al seu retorn no van ser populars: un thriller,, Mr Denning Drives North (1951); The Gentle Gunman (1952), on ell i Dirk Bogarde interpretaven pistolers de l'IRA per Basil Dearden; The Long Memory (1953), un thriller de Robert Hamer.
Mills va tenir el seu primer èxit en alguns anys amb Hobson's Choice (1954), dirigida per Lean. Va aparèixer a la pel·lícula bèl·lica The Colditz Story (1955).
Mills va fer un paper secundari a la pel·lícula de la MGM, The End of the Affair (1955) amb Deborah Kerr i Van Johnson. Va tenir més èxit a Anglaterra la bèl·lica Above Us the Waves (1955); aquesta va ser la sisena pel·lícula més popular a la taquilla britànica aquell any, i va ajudar a Mills a ser la cinquena estrella més popular del país.
Després d'Escapade (1955), Mills va fer la popular comèdia militar The Baby and the Battleship (1956), un dels majors èxits de 1956. A la llista també hi havia una altra comèdia de Mills, It's Great to Be Young (1956). Mills va tenir un paper fonamental com a camperol a War and Peace (1956) i va fer un cameo a Around the World in 80 Days (1956).
Mills va aparèixer als thrillers: Town on Trial (1957) dirigida per John Guillermin i The Vicious Circle (1957). Més populars van ser les pel·lícules de guerra: Dunkirk (1958), la segona pel·lícula més popular de l'any a Gran Bretanya; Ice Cold in Alex (1958), dirigida per J. Lee Thompson; i I Was Monty's Double'(1958), dirigida per Guillermin.
En el drama criminal de 1959 Tiger Bay, dirigit per Thompson, Mills va interpretar un detectiu policia que investigava un assassinat del que ha estat testimoni una jove. La seva filla Hayley també hi actuava i va rebre excel·lents crítiques.
Mills a anar a Austràlia per interpretar un tallador de canya a Summer of the Seventeenth Doll (1959), finançada per Hollywood. Fou millor rebuda Tunes of Glory (1960), un drama militar dirigit per Ronald Neame i coprotagonitzat per Alec Guinness. L'actuació de Mills li va valer el premi al millor actor al Festival de Venècia.
Walt Disney va veure Tiger Bay i va oferir a Hayley Mills el paper principal a Pollyanna (1960). Disney també va oferir John Mills el paper protagonista a Swiss Family Robinson (1960), que va ser un gran exit. Va fer als escenaris Ross (1960–61).
The Rank Organisation va insistir que Mills interpretés el paper de capellà a El dimoni, la carn i el perdó (1961) antagonista de Dirk Bogarde. Mills i Baker van participar en el drama interracial Flame in the Streets (1961) i en la pel·lícula bèl·lica italobritànica The Valiant (1962). Després va fer amb James Mason la comèdia Tiara Tahiti (1962) i un peper secundari a The Chalk Garden (1964) protagonitzat per Hayley.
Després d'un cameo a Operation Crossbow (1965), Mills va fer una tercera pel·lícula amb la seva filla, The Truth About Spring (1965). Va fer un cameo a King Rat (1965) de Bryan Forbes, qui va dirigir Mills a The Wrong Box (1966). Mills novament va actuar com a pare de Hayley a la pantalla a The Family Way (1966). Aleshores la va dirigir a Sky West and Crooked (1966) amb un guió escrit per la seva esposa.
Fou protagonista a This Is Your Life en dues ocasions, primer el 1960 quan fou sorprès per Eamonn Andrews a la sortida dels Estudis Pinewood, i novament el 1983 quan Eamonn el va sorprende a l'escenari del Wyndham's Theatre de Londres a la caiguda del teló de Little Lies.
Mills va començar a interpretar papers secundaris, donant suport Hugh O'Brian a Africa Texas Style (1967) i Rod Taylor a Chuka (1967). Va anar a Itàlia per un giallo, A Black Veil for Lisa (1968) i va interpretar William Hamilton a Emma Hamilton (1968). Va fer un cameo a Oh! What a Lovely War (1969) de Richard Attenborough i amb Mark Lester a Run Wild, Run Free (1969). Va anar a Australia a protagonitzar el drama penitenciari Adam's Woman (1970). I pel seu paper de tonto del poble a La filla de Ryan (1970), en el que se surt totalment del seu registre, va guanyar l'Oscar al millor actor secundari.
Va continuar de secundari a Dulcima (1971), Young Winston (1972) d'Attenborough, Lady Caroline Lamb (1972), i Oklahoma Crude (1973). Va representar als escenaris Veterans a Royal Court, At the End of the Day (1973), The Good Companions (1974), Great Expectations (1975) i Separate Tables (1977).
També a la pantalla petita el 1974 va interpretar al capità Tommy "The Elephant" Devon en la minisèrie de sis episodis The Zoo Gang, sobre un grup d'ex-combatents de la resistència clandestina de la Segona Guerra Mundial, amb Brian Keith, Lilli Palmer i Barry Morse.
A finals dels anys 70, Mills encara podia obtenir papers protagonistes a pel·lícules, com The "Human" Factor (1975), Trial by Combat (1976), i The Devil's Advocate (1977). Va fer papers secundaris a The Big Sleep (1978) i The Thirty Nine Steps (1978). El seu paper més famós a la televisió fou el de protagonista a Quatermass per ITV el 1979. El següent va ser el sitcom Young at Heart (1980–82).
A la gran pantalla encara va aparèixer a Alba zulú (1979), Gandhi (1982), i Sahara (1983) alhora que feia a l'escenari Goodbye Mr Chips (1982) i Little Lies (1983).
El 1986 va fer The Petition al National i l'any següent Pygmalion a Broadway. Va posar la veu a When the Wind Blows (1986) i actuà amb Madonna a Who's That Girl (1987).
Els seus millors papers a televisió foren Harnessing Peacocks (1993) i Martin Chuzzlewit (1994). També va sortir a Gus: The Theatre Cat a la versió filmada del musical Cats in 1998.
El 2000, Mills va editar el seu extens rodatge caser en una pel·lícula documental titulada Sir John Mills's Moving Memories, amb entrevistes a Mills, els seus fills Hayley, Juliet i Jonathan i Richard Attenborough. La pel·lícula va ser produïda i escrita per Jonathan Mills, dirigida i editada per Marcus Dillistone, i presenta detalls de seqüència imatges i històries de pel·lícules com Ice Cold in Alex i Dunkirk. A més, la pel·lícula també inclou metratges de casa de molts amics de Mills i companys de repartiment com Laurence Olivier, Harry Andrews, Walt Disney, David Niven, Dirk Bogarde, Rex Harrison and Tyrone Power.
L'última aparició al cinema de Mills va ser a Lights 2 (dirigida per Marcus Dillistone); el director de fotografia era Jack Cardiff. El seu anterior treball junts va ser Scott of the Antarctic el 1948.

## Vida personal

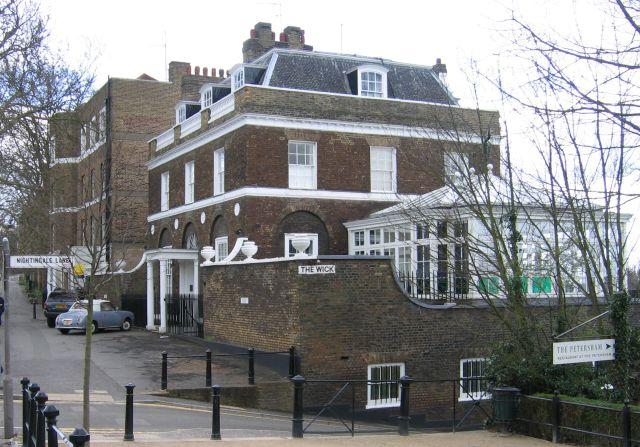
The Wick a Richmond Hill a Richmond, Gran Londres, va ser la llar de la família durant molts anys

La seva primera esposa va ser l'actriu Aileen Raymond que va morir només cinc dies després que ell. Es van casar el 1932 i es van divorciar el 1941. Posteriorment Raymond es va convertir en la mare de l'actor Ian Ogilvy.
La seva segona esposa va ser la dramaturga Mary Hayley Bell. El seu matrimoni, el 16 de gener de 1941, va durar 64 anys, fins a la seva mort el 2005. Es van casar en una cerimònia civil precipitada a causa de la guerra; no va ser fins als 60 anys després que es van casar en una església. Van viure a The Wick, Londres, durant molts anys. Van vendre la casa al músic Ron Wood el 1971 i es van traslladar a Hills House (Denham), al sud de Buckinghamshire.
Mills i Bell van tenir duse filles, Juliet, estrella de la televisió amb Nanny and the Professor i Hayley, una estrella infantil Disney que va apar+eixer a Pollyanna, The Parent Trap i Whistle Down the Wind, i un fill, Jonathan Mills, guionista. El 1947 Mills va aparèixer amb les seves dues filles a So Well Remembered. Els tres també van aparèixer dècades després, en un episodi de The Love Boat d'ABC. El seu net Crispian Mills, fill de Hayley, és un músic conegut pel seu treball amb el grup de raga rock Kula Shaker.

## Mort
Els anys anteriors a la seva mort, va aparèixer a la televisió només en ocasions especials, ja que la vista li fallava gairebé del tot des del 1992. Després d'això, els seus papers van ser breus cameos.
Va morir als 97 anys el 23 d'abril de 2005 a Denham, Buckinghamshire, després d'un infart. La seva esposaa va morir l'1 de desembre de 2005. Estan enterrats a St Mary the Virgin Churchyard, Denham.

## Honors
Mills va ser nomenat Comandant de l'Orde de l'Imperi Britànic (CBE) el 1960. El 1976 va ser ennoblit per la reina.
El 1999, als 91 anys, Mills es va convertir en el membre membre més antic de la fraternitat caritativa d'entreteniment, la Grand Order of Water Rats.
El 2002 va rebre la fellowship, el seu honor més gran, de la British Academy of Film and Television Arts (BAFTA), i fou nomenat Disney Legend per the Walt Disney Company.

## Filmografia

### Cinema
| Any  | Títol                          | Paper                                       | Notes |
| ---- | ------------------------------ | ------------------------------------------- | --- |
| 1932 | The Midshipmaid                | Golightly                                   | |
| 1933 | The Ghost Camera               | Ernest Elton                                | |
| 1933 | Britannia of Billingsgate      | Fred Bolton                                 | |
| 1934 | A Political Party              | Tony Smithers                               | |
| 1934 | The River Wolves               | Peter Farrell                               | |
| 1934 | Those Were the Days            | Bobby Poskett                               | |
| 1934 | The Lash                       | Arthur Haughton                             | |
| 1934 | Blind Justice                  | Ralph Summers                               | |
| 1934 | Doctor's Orders                | Ronnie Blake                                | |
| 1935 | Car of Dreams                  | Robert Miller                               | |
| 1935 | Royal Cavalcade                | Young Enlistee                              | |
| 1935 | Brown on Resolution            | Albert Brown                                | (posteriorment reestrenada com Forever England)                                                                              |
| 1935 | Charing Cross Road             | Tony                                        | |
| 1936 | The First Offence              | Johnnie Penrose                             | també titulada Bad Blood |
| 1936 | Tudor Rose                     | Lord Guilford Dudley                        | Estrenada com Nine Days a Queen a USA                                                                                        |
| 1937 | O.H.M.S.                       | Cpl. Bert Dawson                            | |
| 1937 | The Green Cockatoo             | Jim Connor                                  | |
| 1939 | Goodbye, Mr Chips              | Peter Colley – de jove                      | |
| 1941 | Old Bill and Son               | Young Bill Busby                            | |
| 1941 | Cottage to Let                 | Flt. Lieutenant Perry                       | |
| 1942 | The Black Sheep of Whitehall   | Bobby Jessop                                | |
| 1942 | The Big Blockade               | Tom                                         | |
| 1942 | In Which We Serve              | Ordinary Seaman Blake                       | |
| 1942 | The Young Mr. Pitt             | William Wilberforce                         | |
| 1943 | We Dive at Dawn                | Lt. Taylor, R.N.                            | |
| 1944 | This Happy Breed               | Billy Mitchell                              | |
| 1944 | Victory Wedding                | Bill Clark                                  | Curt |
| 1945 | Waterloo Road                  | Jim Colter                                  | |
| 1945 | The Way to the Stars           | Peter Penrose                               | |
| 1946 | Great Expectations             | Pip                                         | |
| 1947 | So Well Remembered             | George Boswell                              | (amb les seves filles Juliet Mills i Hayley Mills)                                                                           |
| 1947 | The October Man                | Jim Ackland                                 | |
| 1948 | Scott of the Antarctic         | Capità Scott Capita R.F. Scott R.N.         | |
| 1949 | The History of Mr Polly        | Alfred Polly                                | |
| 1949 | The Rocking Horse Winner       | Bassett                                     | (also produced) |
| 1950 | Morning Departure              | Lt. Commander Armstrong                     | |
| 1951 | Mr Denning Drives North        | Tom Denning                                 | |
| 1952 | The Gentle Gunman              | Terrence Sullivan                           | |
| 1953 | The Long Memory                | Phillip Davidson                            | |
| 1954 | Hobson's Choice                | Willie Mossop                               | Nominat al BAFTA al millor actor principal                                                                                   |
| 1955 | The Colditz Story              | Pat Reid                                    | |
| 1955 | The End of the Affair          | Albert Parkis                               | |
| 1955 | Above Us the Waves             | Commander Fraser                            | |
| 1955 | Escapade                       | John Hampden                                | |
| 1956 | The Baby and the Battleship    | Puncher Roberts                             | |
| 1956 | War and Peace                  | Platon Karataev                             | |
| 1956 | Around the World in 80 Days    | London Carriage Driver                      | |
| 1956 | It's Great to Be Young         | Mr Dingle                                   | |
| 1957 | Town on Trial                  | Supt Mike Halloran                          | |
| 1957 | The Vicious Circle             | Dr Howard Latimer                           | |
| 1958 | Dunkirk                        | Corporal Binns                              | |
| 1958 | Ice Cold in Alex               | Captain Anson RASC                          | |
| 1958 | I Was Monty's Double           | Major Harvey                                | (també titulada Hell, Heaven or Hoboken)                                                                                     |
| 1959 | Tiger Bay                      | Superintendent Graham                       | (amb la seva filla Hayley Mills)                                                                                             |
| 1959 | Summer of the Seventeenth Doll | Barney                                      | (també titulada Season of Passion)                                                                                           |
| 1960 | Tunes of Glory                 | Lt. Col. Basil Barrow (Battalion Commander) | Copa Volpi al millro actor Nominat al BAFTA al millor actor                                                                  |
| 1960 | Swiss Family Robinson          | William Robinson                            | |
| 1961 | El dimoni, la carn i el perdó  | Pare Michael Keogh                          | |
| 1961 | The Parent Trap                | Mitch Evers' Golf Caddy                     | Uncredited |
| 1961 | Flame in the Streets           | Jacko Palmer                                | |
| 1962 | The Valiant                    | Captain Morgan                              | |
| 1962 | Tiara Tahiti                   | Lt. Col. Clifford Southey                   | |
| 1964 | The Chalk Garden               | Maitland                                    | (amb la seva filla Hayley Mills)                                                                                             |
| 1965 | Operation Crossbow             | Gen. Boyd                                   | |
| 1965 | The Truth About Spring         | Tommy Tyler                                 | (amb la seva filla Hayley Mills)                                                                                             |
| 1965 | King Rat                       | Smedley – Taylor                            | |
| 1966 | The Wrong Box                  | Masterman Finsbury                          | |
| 1966 | The Family Way                 | Ezra Fitton                                 | (amb la seva filla Hayley Mills) Premi San Sebastián al millor actor (compartit amb Maurice Ronet for The Champagne Murders) |
| 1967 | Africa Texas Style             | Wing Commander Hayes                        | |
| 1967 | Chuka                          | Colonel Stuart Valois                       | |
| 1968 | A Black Veil for Lisa          | Inspector Franz Bulon                       | |
| 1968 | Emma Hamilton                  | Sir William Hamilton                        | |
| 1969 | Oh! What a Lovely War          | Mariscal de camp Sir Douglas Haig           | |
| 1969 | Run Wild, Run Free             | The Moorman                                 | |
| 1970 | Adam's Woman                   | Sir Phillip MacDonald                       | |
| 1970 | La filla de Ryan               | Michael                                     | Oscar al millor actor secundari                                                                                              |
| 1971 | Dulcima                        | Mr Parker                                   | |
| 1972 | Young Winston                  | General Kitchener                           | |
| 1972 | Lady Caroline Lamb             | Canning                                     | |
| 1973 | Oklahoma Crude                 | Cleon Doyle                                 | |
| 1975 | The Human Factor               | Mike McAllister                             | |
| 1976 | Trial by Combat                | Colonel Bertie Cook                         | (també titulada A Dirty Knight's Work)                                                                                       |
| 1977 | The Devil's Advocate           | Blaise Meredith                             | |
| 1978 | The Big Sleep                  | Inspector Jim Carson                        | |
| 1978 | The Thirty Nine Steps          | Scudder                                     | |
| 1979 | The Quatermass Conclusion      | Professor Bernard Quatermass                | |
| 1979 | Alba zulú                      | Sir Henry Bartle Frere                      | |
| 1982 | Gandhi                         | The Viceroy Baron Chelmsford                | |
| 1983 | Sahara                         | Cambridge                                   | |
| 1986 | When the Wind Blows            | Jim                                         | Voice |
| 1987 | Who's That Girl                | Montgomery Bell                             | (acreditat com Sir John Mills)                                                                                               |
| 1993 | The Big Freeze                 | Dapper man                                  | |
| 1994 | Deadly Advice                  | Jack the Ripper                             | |
| 1995 | The Grotesque                  | Sir Edward Cleghorn                         | (també titulada Gentleman Don't Eat Poets)                                                                                   |
| 1996 | Hamlet                         | Old Norway                                  | |
| 1997 | Bean                           | Chairman                                    | (acreditat com Sir John Mills)                                                                                               |
| 1998 | Cats                           | Gus the Theater Cat                         | |
| 2003 | Bright Young Things            | Gentleman                                   | |
| 2004 | Lights2                        | The Tramp                                   | Director de fotografia Jack Cardiff (darrer paper d'ambdós)                                                                  |

### Televisió
| Any     | Títol                      | Paper                        | Notes                               |
| ------- | -------------------------- | ---------------------------- | ----------------------------------- |
| 1967    | Dundee and the Culhane     | Dundee                       | 13 episodis                         |
| 1974    | The Zoo Gang               | Thomas 'The Elephant' Devon  | 6 episodis                          |
| 1978    | Dr. Strange                | Thomas Lindmer               | Telefilm                            |
| 1979    | Quatermass                 | Professor Bernard Quatermass |                                     |
| 1980    | Tales of the Unexpected    | The Umbrella Man             |                                     |
| 1980–82 | Young at Heart             | Albert Collyer               | 18 episodis                         |
| 1984    | The Masks of Death         | Dr Watson                    | Telefilm                            |
| 1985    | Murder with Mirrors        | Lewis Serrocold              | Telefilm                            |
| 1985    | Edge of the Wind (TV play) |                              |                                     |
| 1987    | The Dame Edna Experience   |                              | Temporada 1, episodi 6 (ell mateix) |
| 1993    | Harnessing Peacocks        | Bernard Quigley              | Telefilm                            |
| 1994    | Martin Chuzzlewit          | Mr Chuffey                   | 3 episodis, Minisèrie               |